# Mohammad Bagher Ghalibaf

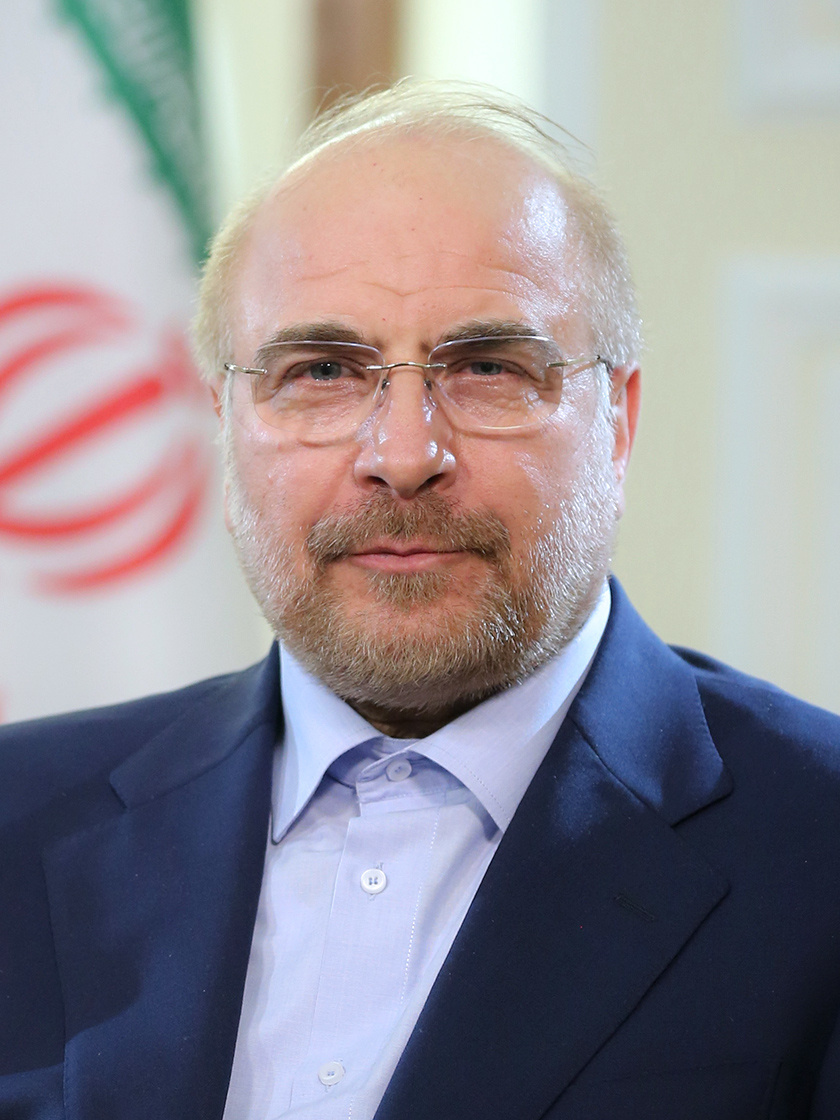
Mohammad Bagher Ghalibaf

Mohammad Bagher Ghalibaf (persiska: محمدباقر قالیباف), född den 23 augusti 1961 i Torqabeh, Razavikhorasan, är iransk politiker, islamist och professor vid universitetet i Teheran, samt före detta militär- och polisbefälhavare och politiker i Ingenjörernas islamiska samfund. Han blev år 2005 Teherans 54:e borgmästare och tjänstgör sin andra period i denna position fram till 2017. Han var en av kandidaterna till det  iranska presidentvalet 2013.
Ghalibaf innehar en doktorsgrad i politisk geografi från Tarbiat Modaresuniversitetet i Teheran. Han är också utbildad Airbus-pilot och började sin militära karriär under Iran–Irak-kriget 1980. År 1982 blev han befälhavare för Imam Redha-styrkorna, och för Nasr-trupperna 1983–1984. Efter kriget blev han administrativ direktör för Khatan al-Anbia, en ingenjörsfirma som kontrolleras av Irans revolutionsgarde, och 1996 blev han utnämnd till chef för Den islamiska republiken Irans flygvapen av Irans högste ledare Ali Khamenei. Fyra år senare blev han chef för den iranska polisen sedan den tidigare chefen blev avsatt efter studentdemonstrationerna i juli 1999. Ghalibaf utsågs också till representant i kampanjen för att bekämpa smuggling av president Khatami 2002. Han ställde upp som kandidat i det iranska presidentvalet 2005 men blev besegrad. Två månader senare blev han utnämnd till borgmästare i Teheran.